# Atletica leggera ai Giochi della XXV Olimpiade - Maratona maschile

Video della gara

La maratona ha fatto parte del programma maschile di atletica leggera ai Giochi della XXV Olimpiade. La competizione si è svolta il 9 agosto 1992 nella città di Barcellona, con arrivo nello Stadio olimpico.

## Presenze ed assenze dei campioni in carica
| Competizione        | Atleta            | Prestazione | Barcellona 1992 |
| ------------------- | ----------------- | ----------- | --------------- |
| Olimpiadi 1988      | Gelindo Bordin    | 2h10'32”    | Presente        |
| Commonwealth 1990   | Douglas Wakiihuri | 2h10'27”    | Presente        |
| Goodwill Games 1990 | Dave Mora         | 2h14'50”    | Non qual.       |
| Europei 1990        | Gelindo Bordin    | 2h14'02”    | Presente        |
| Asiatici 1990       | Kim Won-tak       | 2h12'56”    | Non selez.      |
| Panamericani 1991   | Alberto Cuba      | 2h19'27”    | Presente        |
| Africani 1991       | Tena Megere       | 2h31'17”    | Presente        |
| Mondiali 1991       | Hiromi Taniguchi  | 2h14'17”    | Presente        |

## Finale
Domenica 9 agosto 1992. Arrivo nello Stadio del Montjuic.
Tutti gli occhi degli italiani sono su Gelindo Bordin, il campione in carica e uno tra i favoriti. Il connazionale Salvatore Bettiol dopo 25 km prende il comando della corsa e fa la prima selezione del gruppo: un chilometro dopo Koichi Morishita, Hwang Young-Cho e Wan Ki Kim allungano sul gruppo. Bettiol non perde terreno; Bordin invece accusa difficoltà e non riesce a stare al passo, nonostante l'andatura non sia elevatissima (1h07'22" a metà percorso). Al 30º km l'olimpionico si ritira per un dolore ad un muscolo.
Al 33º km Morishita e Hwang aumentano il ritmo e si lasciano alle spalle Kim. Nella loro scia c'è il tedesco Freigang. La corsa si decide nei 2.500 metri conclusivi, tutti in salita, che conducono allo stadio olimpico. Proprio all'inizio dello strappo, Hwang piazza lo scatto decisivo, staccando Morishita, che giunge secondo. Medaglia di bronzo a Freigang. Giunge quinto Salvatore Bettiol.

## Ordine d'arrivo
| Posizione | Atleta                | Paese                   | Tempo   |
| --------- | --------------------- | ----------------------- | ------- |
|           | Hwang Young-Cho       | Corea del Sud           | 2h13'23 |
|           | Kōichi Morishita      | Giappone                | 2h13'45 |
|           | Stephan Freigang      | Germania                | 2h14'00 |
| 4         | Takeyuki Nakayama     | Giappone                | 2h14'02 |
| 5         | Salvatore Bettiol     | Italia                  | 2h14'15 |
| 6         | Salah Kokaich         | Marocco                 | 2h14'25 |
| 7         | Jan Huruk             | Polonia                 | 2h14'32 |
| 8         | Hiromi Taniguchi      | Giappone                | 2h14'32 |
| 9         | Diego García          | Spagna                  | 2h14'56 |
| 10        | Kim Jae-Ryong         | Corea del Sud           | 2h15'01 |
| 11        | Harri Hänninen        | Finlandia               | 2h15'19 |
| 12        | Steve Spence          | Stati Uniti             | 2h15'21 |
| 13        | Ed Eyestone           | Stati Uniti             | 2h15'23 |
| 14        | Boniface Merande      | Kenya                   | 2h15'46 |
| 15        | Bert van Vlaanderen   | Paesi Bassi             | 2h15'47 |
| 16        | Rex Wilson            | Nuova Zelanda           | 2h15'51 |
| 17        | Bob Kempainen         | Stati Uniti             | 2h15'53 |
| 18        | Rodrigo Gavela        | Spagna                  | 2h16'23 |
| 19        | Karel David           | Rep. Ceca               | 2h16'34 |
| 20        | Leszek Beblo          | Polonia                 | 2h16'38 |
| 21        | Wiesław Perszke       | Polonia                 | 2h16'38 |
| 22        | Yakov Tolstikov       | Squadra Unificata       | 2h17'04 |
| 23        | Tena Megere           | Etiopia                 | 2h17'07 |
| 24        | Osmiro de Souza Silva | Brasile                 | 2h17'16 |
| 25        | Abel Mokibe           | Sudafrica               | 2h17'24 |
| 26        | Robert de Castella    | Australia               | 2h17'44 |
| 27        | Steve Brace           | Regno Unito             | 2h17'49 |
| 28        | Kim Wan-Ki            | Corea del Sud           | 2h18'32 |
| 29        | Isidro Rico           | Messico                 | 2h18'52 |
| 30        | Ahmed Salah           | Gibuti                  | 2h19'04 |
| 31        | Dominque Chauvelier   | Francia                 | 2h19'09 |
| 32        | José Montiel          | Spagna                  | 2h19'15 |
| 33        | Thabiso Moqhali       | Lesotho                 | 2h19'28 |
| 34        | Juma Ikangaa          | Tanzania                | 2h19'34 |
| 35        | Derek Froude          | Nuova Zelanda           | 2h19'37 |
| 36        | Douglas Wakiihuri     | Kenya                   | 2h19'38 |
| 37        | Ibrahim Hussein       | Kenya                   | 2h19'49 |
| 38        | Gyula Borka           | Ungheria                | 2h20'46 |
| 39        | Dave Long             | Regno Unito             | 2h20'51 |
| 40        | Mirko Vindiš          | Slovenia                | 2h21'03 |
| 41        | Paul Davies-Hale      | Regno Unito             | 2h21'15 |
| 42        | Elphas Gimindaza      | eSwatini                | 2h21'15 |
| 43        | Rolando Vera          | Ecuador                 | 2h21'30 |
| 44        | Alessio Faustini      | Italia                  | 2h21'37 |
| 45        | Luis Soares           | Francia                 | 2h21'57 |
| 46        | Paul Kuété            | Camerun                 | 2h22'43 |
| 47        | Helmut Schmuck        | Austria                 | 2h23'38 |
| 48        | Steve Moneghetti      | Australia               | 2h23'42 |
| 49        | Konrad Dobler         | Germania                | 2h23'44 |
| 50        | Ralombo Mwenze        | Zaire                   | 2h23'47 |
| 51        | John Treacy           | Irlanda                 | 2h24'11 |
| 52        | Herman Suizo          | Filippine               | 2h25'18 |
| 53        | Peter Reynierse       | Aruba                   | 2h25'31 |
| 54        | Nelson Zamora         | Uruguay                 | 2h25'32 |
| 55        | Daniel Böltz          | Svizzera                | 2h25'50 |
| 56        | Joslelldo da Silva    | Brasile                 | 2h26'00 |
| 57        | Juan Camacho          | Bolivia                 | 2h26'01 |
| 58        | Cephas Matafi         | Zimbabwe                | 2h26'17 |
| 59        | Mohamed Selmi         | Algeria                 | 2h26'56 |
| 60        | Ildephonse Sehirwa    | Ruanda                  | 2h27'44 |
| 61        | Zerehune Gitaw        | Etiopia                 | 2h28'25 |
| 62        | Jaime Ojeda           | Cile                    | 2h28'39 |
| 63        | Smartex Tambala       | Malawi                  | 2h29'02 |
| 64        | Pascal Zilliox        | Francia                 | 2h30'02 |
| 65        | Luis López            | Costa Rica              | 2h30'26 |
| 66        | Gian Luigi Macina     | San Marino              | 2h30'45 |
| 67        | Abdou Manzo           | Niger                   | 2h31'15 |
| 68        | Roland Willie         | Liechtenstein           | 2h31'32 |
| 69        | Frank Kayele          | Namibia                 | 2h31'41 |
| 70        | Hari Bahadur Rokaya   | Nepal                   | 2h32'26 |
| 71        | Kuruppu Karunaratne   | Sri Lanka               | 2h32'26 |
| 72        | Tommy Hughes          | Irlanda                 | 2h32'55 |
| 73        | William Aguirre       | Nicaragua               | 2h34'18 |
| 74        | Ferdinand Amadi       | Nicaragua               | 2h35'39 |
| 75        | Mohamed Khamis Taher  | Libia                   | 2h35'46 |
| 76        | Dieudonné LaMothe     | Haiti                   | 2h36'11 |
| 77        | Myint Kan             | Birmania                | 2h37'39 |
| 78        | Calvin Dallas         | Isole Vergini Americane | 2h38'11 |
| 79        | Saad Mubarak Ali      | Brunei                  | 2h39'19 |
| 80        | Ryu Ok-Hyon           | Corea del Nord          | 2'40'51 |
| 81        | Alain Razahasoa       | Madagascar              | 2'41'41 |
| 82        | Michael Lopeyok       | Uganda                  | 2'42'54 |
| 83        | Benjamin Keleketu     | Botswana                | 2'45'57 |
| 84        | Moussa El-Hariri      | Siria                   | 2'47'06 |
| 85        | Luu Van Hung          | Vietnam                 | 2'56'42 |
| 86        | Hussein Haleem        | Madagascar              | 3'04'16 |
| 87        | Pyambuu Tuul          | Mongolia                | 4'00'44 |

### Ritirati
- Apolinario Belisle  Honduras
- Abebe Mekonnen  Etiopia
- Bineshwar Prasad  Figi
- Peter Maher  Canada
- Diamantino dos Santos  Brasile
- Lucketz Swartbooi  Namibia
- John Burra  Tanzania
- Dionicio Cerón  Messico
- Jorge González  Porto Rico
- António Pinto Coelho  Portogallo
- Gelindo Bordin  Italia
- Carlos Risales  Colombia
- Alberto Cuba  Cuba
- Talan Omar Abdillahi  Gibuti
- Csaba Szücs  Ungheria
- Andy Ronan  Irlanda
- Mohamed Ould Khalifa  Mauritania
- Tonnie Dirks  Paesi Bassi
- Dionísio Castro  Portogallo
- Joaquim Pinheiro  Portogallo
- Jan Tau  Sudafrica
- Zithulele Sinqe  Sudafrica
- Simon Robert Naali  Tanzania